# Касъл (остров)
Касъл (на английски: Castle Island – З̀амъчен остров) се намира в очертанията на град Олбани, окръг Олбани на щата Ню Йорк.
През последните 400 години е посочван като о-в Мартин Гериц (Martin Gerritse's Island), о-в Патрун (Patroon's Island), о-в Ван Ренселаер (Van Rensselaer Island), а от края на XIX век е о-в Уестърлоу (Westerlo Island). Ренселаер е също така името на бивш остров в град Ренселаер от другата страна на Олбани.

## История
Днешният остров Уестърлоу е представлявал 5 отделни острова: Касъл (Замък), Кабидж (Зеле), Богарт, Блатен остров и Бийкън (Фаров остров).

### Най-ранна колонизация
През 1540 г. френски търговци от Нова Франция построяват малък замък (от френски: шато) на остров Касъл, но поради чести наводнявания го изоставят още на следващата година. През 1614 г. под командването на Хендрик Корстиенсен (Hendrick Corstiaensen) нидерландски колонисти възстановяват френското шато, като също го наричат замък, откъдето и идва името на острова. Това ново укрепление заменя често наводнявания Форт Насау, окончателно унищожен от наводнение през 1617 г.

### Земеделска история
Островът е бързо разделен на отделни стопанства, дадени под аренда на дребни стопани от едрия земевладелец Ренселаерсвик. Основното стопанство на острова – Ренселаерсбург (rensselaersburgh), е създадено през 1630 г. Хартата на Донган от 1686 г., определяща Олбани като град, поставя за южна граница на града „северния край на о-в Mартин Геритц“.

### Авиационна история
От 1909 до 1928 г. на острова е изградено летище в очертанията на тогавашния град Бетлеем. Летището е наречено на сина на президента Теди Рузвелт – Куентин, пилот изтребител от Първата световна война. Летище „Куентин Рузвелт Фийлд“ е предшественикът на Международно летище Олбани.
Много от ранните авиатори са кацали на летището поради наградата от 10 хиляди долара ($10 000) за прелитане нон-стоп от Олбъни до Ню Йорк. Измежду по-известните имена се разпознават Глен Къртис (Glenn Curtiss), Амелия Еърхарт (Amelia Mary Earhart), Джими Дулитъл (Jimmy Doolittle) и Чарлз Линдберг (Charles Lindbergh).

### Засипване на ръкавите
През 1926 г. град Олбани присъединяа остров Уестърлоу от град Бетлеем, като оставя другите острови извън очертанията си. Със земни насипи са затворени плитките крайбрежни зони и ръкави на река Хъдсън разделящи 3-те малки острова – Богарт, Блатен и Фаров, като така ги съединяват с о-в Кабидж през 1929 г. Ръкавът Айлънд крийк все още разделял остров Уестерлоу от брега и от Кабидж. От другата страна Норманскил крийк бил ръкавът, отделящ Кабидж от брега. В началото на 1930-те години Айлънд Крийк е засипан, свързвайки Уестърлоу с метрополиса и приключвайки съществуването му като остров, въпреки че все още е отбелязан като такъв в регистрите на Министерството на транспорта и на Геоложката служба на САЩ. През 1932 г. островът е отворен като пристанище на Олбани – Ренселаер. През 1950 г. о-в Кабидж също е свързан с Уестърлоу, но Норманскил крийк все още тече по южния и западния му бряг.